# Dyreboverken
Dyreboverken var ett svenskt verkstadsindustriföretag i Ljungby kommun
Bernt Dyrebo (1912–1991) anställdes 1954 på AB Malmstens Verkstadsmaskiner i Ljungby för att utveckla en Sverigeanpassad truck för företaget. Dyrebo hade lång erfarenhet från den för truckmarknaden viktiga sågverksbranschen, efter att ha varit platschef för Hallands Skogsägareförenings sågverk i Lidhult och drivet ett eget sågverk. Han slutade dock efter en kort tid för att öppna en egen verkstad, från 1955 lokaliserad i Berghem i södra Ljungby. 
Dyreboverken utvecklade sin truckmodell "Armstarke". År 1962 gjordes en utbyggnad av verkstaden från 1 600 kvadratmeter till 3 000. Företaget hade ett 30-tal anställda och tillverkade som mest elva truckar per vecka, vilka såldes till sågverk i Mellansverige och Danmark.
Bernt Dyrebo sålde företaget 1966 till AB Halmstad Nässjö Järnväg, ett investmentbolag inom Wallenbergsfären. Det överfördes till Asea och tillverkningen flyttades 1971 till Asea i Helsingborg. Tillverkningen såldes sedan vidare till Asea-företaget Hägglund & Söner i Örnsköldsvik och avvecklades efter en tid. 